# Rick Derringer

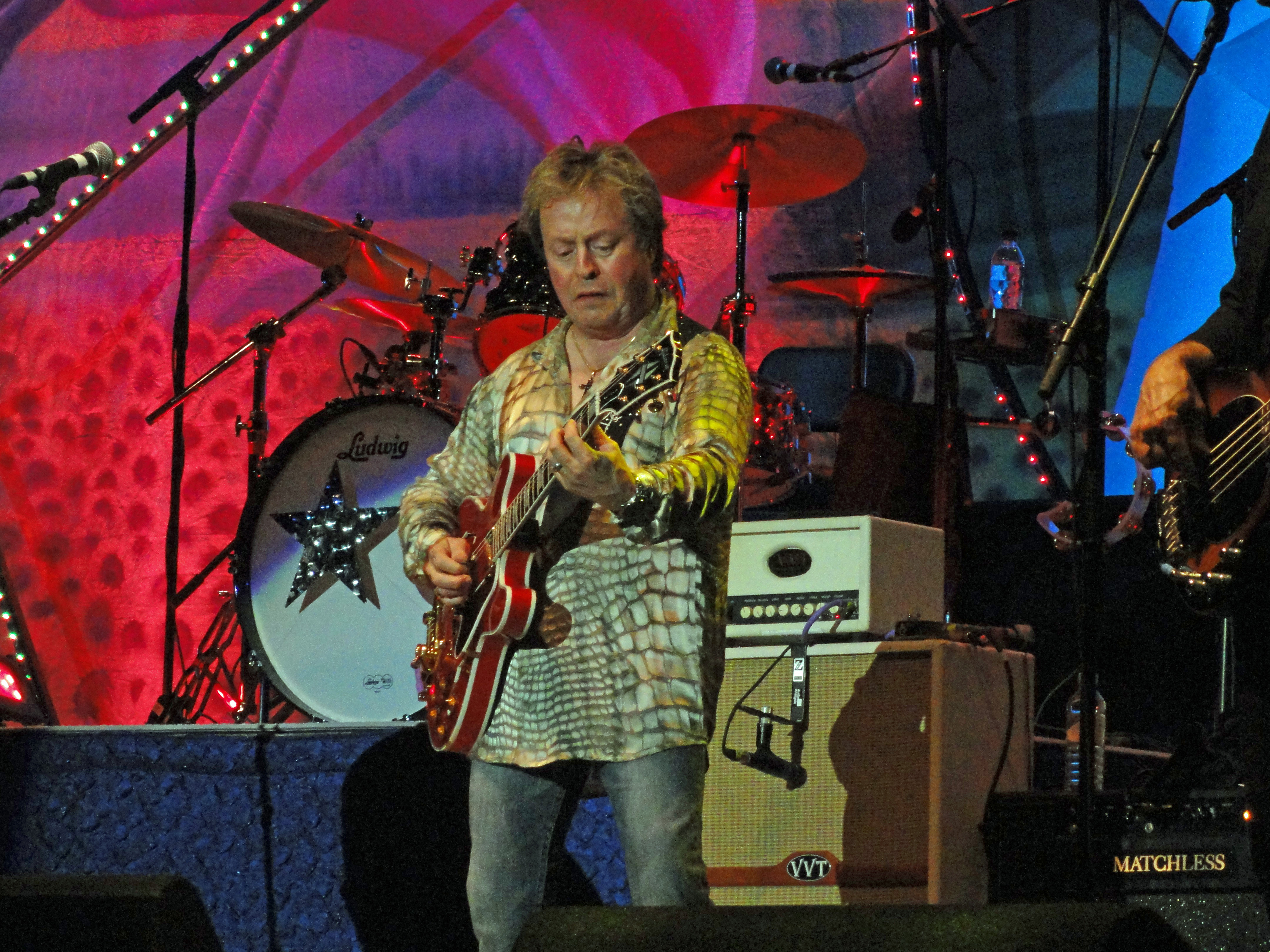
Rick Derringer (2011)

Rick Derringer (* 5. August 1947 als Richard Dean Zehringer in Fort Recovery, Ohio; † 26. Mai 2025 in Ormond Beach, Florida) war ein US-amerikanischer Rockmusiker (Gitarre, Gesang), Songschreiber und Produzent.

## Leben und Karriere
Mit den McCoys, bei denen auch sein jüngerer Bruder Randy (* 1949) mitspielte, hatte Derringer 1965 den Hit Hang On Sloopy, der in den Vereinigten Staaten Yesterday von den Beatles vom ersten Platz der Charts verdrängte.
Im Frühsommer 1970 ging Derringer als Musiker und Produzent zusammen mit den anderen McCoys zu Johnny Winter. Sie spielten als dessen Begleitband auf den Alben Johnny Winter And (1970) und Live Johnny Winter And (1971), das „And“ steht für „…und The McCoys“. Für Johnny Winter schrieb Derringer u. a. den Titel Rock and Roll, Hoochie Koo. Mit Johnnys Bruder Edgar Winter nahm er die Alben Edgar Winter’s White Trash (1971) und Roadwork (1972) auf.
1973 brachte Derringer das Soloalbum All American Boy heraus. Er war weiterhin als Produzent, Songschreiber und Musiker für die Winter-Brüder tätig, unter anderem für die Alben They Only Come Out at Night (1972) von Edgar Winter und Still Alive and Well (1973) von Johnny Winter.

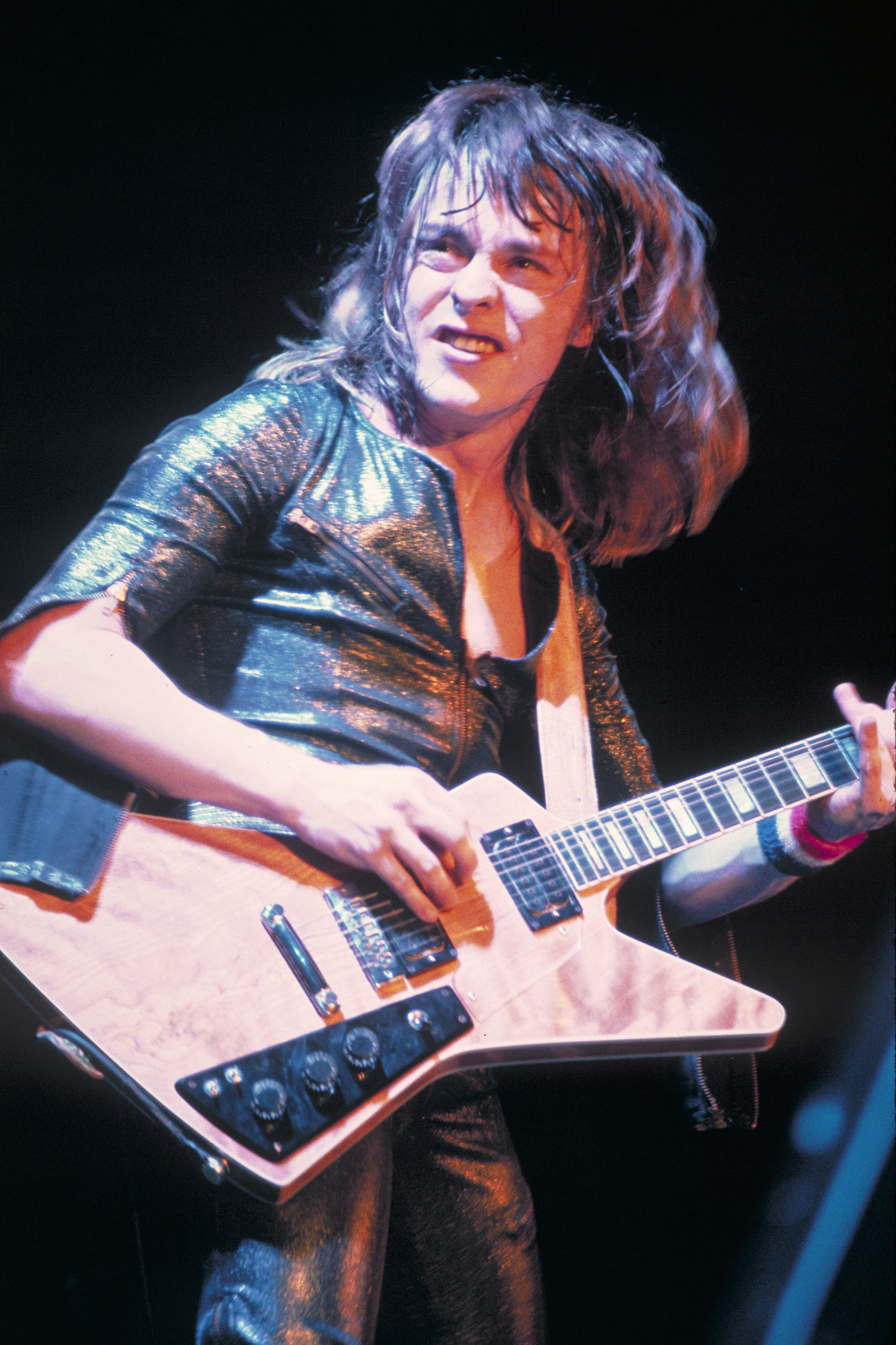
Rick Derringer (1974)

1976 gründete Derringer die Band „Derringer“, mit der er vier Alben produzierte. 1983 nahm er mit Good Dirty Fun erneut ein Soloalbum auf. Daneben spielte Derringer als Studiogitarrist immer wieder mit bekannten Bands und Musikern wie Alice Cooper, Richie Havens, Todd Rundgren, Steely Dan, Cyndi Lauper, Barbra Streisand und Kiss.
1983 brachte er zusammen mit Carmine Appice als DNA das Album Party Tested heraus.
Mitte der 1980er Jahre arbeitete Derringer mit Weird Al Yankovic, war aber weiterhin auch für andere tätig. So schrieb und produzierte er 1985 in Zusammenarbeit mit der World Wrestling Federation The Wrestling Album, inklusive des Liedes Real American, welches zunächst von dem Tag-Team US Express (Mike Rotunda & Barry Windham) und später von Hulk Hogan als Einzugsthema genutzt wurde, sowie dem Einzugsthema Pain & Destruction des Tag-Teams Demolition (Barry Darsow & Bill Eadie).
1990 erschien das Album Edgar Winter and Rick Derringer Live in Japan. Zwischen 1993 und 2000 nahm Derringer die vier Blues-Alben Back to the Blues (1993), Electra Blues (1994), Blues Deluxe (1998) und Jackhammer Blues (2000) auf. 1999 produzierte er mit Edgar Winter das Album Winter Blues.
1997 brachte Derringer das Album Tend the Fire heraus. 2001 spielte er mit Carmine Appice und Tim Bogert (vormals Vanilla Fudge) DBA – Derringer, Bogert & Appice ein. 2002 machte Derringer mit Free Ride Smooth Jazz einen Ausflug in den Jazz. Die ausgekoppelte Single Hot and Cool war äußerst erfolgreich in den Jazz-Charts.
Mit seiner Frau Jenda und seinen Kindern Lory und Martin nahm Derringer zwei Alben mit christlichen Stücken auf, Aiming 4 Heaven und im Jahr 2004 Still Alive and Well.
Im Zusammenhang mit den Flutkatastrophen in Südostasien und den Hurrikan-Verwüstungen im Süden der USA organisierte der Musiker 2005 das „Musicians for Disaster Relief“, ein Wohltätigkeitskonzert, das unter anderem auch dem amerikanischen Roten Kreuz zugutekam. Bei dem in den Universal Studios in Orlando, Florida stattfindenden Konzert versammelte er die Gruppen Loverboy und Twisted Sister sowie Mark Farner von Grand Funk Railroad, Dickey Betts von den Allman Brothers, Eddie Money und Michael Bolton. Derringer spielte bei den meisten Acts den Gitarrenpart und trug selbst Hang on Sloopy und Rock And Roll, Hoochie Koo vor.
In Deutschland spielte Rick Derringer am 12. Mai 2007 im Rahmen eines Rockpalast-Konzerts auf dem Museumsplatz in Bonn, bei dem nach ihm auch Edgar und Johnny Winter auftraten. Höhepunkt war ein gemeinsamer Auftritt der drei Musiker zum Abschluss des Konzerts.
Von 2010 bis 2011 war Derringer Gitarrist von Ringo Starrs All Starr Band.

## Diskografie

### Studioalben
| Jahr | Titel            | Höchstplatzierung, Gesamtwochen, AuszeichnungChartsChartplatzierungen (Jahr, Titel, Platzierungen, Wochen, Auszeichnungen, Anmerkungen) | Anmerkungen                |
| Jahr | Titel            | US | Anmerkungen                |
| ---- | ---------------- | --- | -------------------------- |
| 1973 | All American Boy | US25 (31 Wo.)US | Erstveröffentlichung: 1973 |
| 1975 | Spring Fever     | US141 (8 Wo.)US | Erstveröffentlichung: 1975 |
| 1976 | Derringer        | US154 (9 Wo.)US | Erstveröffentlichung: 1976 |
| 1977 | Sweet Evil       | US169 (3 Wo.)US | Erstveröffentlichung: 1977 |
| 1977 | Live             | US123 (10 Wo.)US | Erstveröffentlichung: 1977 |

Weitere Alben
- 1977: Live in Cleveland
- 1978: If I Weren’t So Romantic, I’d Shoot You
- 1979: Guitars and Women
- 1980: Face to Face
- 1983: Good Dirty Fun
- 1993: Back to the Blues
- 1994: Electra Blues
- 1996: Required Rocking
- 1996: Rock and Roll Hoochie Koo: The Best of
- 1997: Tend the Fire
- 1998: Blues Deluxe
- 1998: Live in Japan
- 1998: Guitars and Women
- 1998: Rick Derringer & Friends
- 2000: Jackhammer Blues
- 2002: Free Ride
- 2006: Live at Cheney Hall
- 2006: Collection: The Blues Bureau Years
- 2007: Rockin' American
- 2009: Knighted by the Blues
- 2010: The Three Kings of the Blues
- 2010: Rock Spectacular: Live at the Ritz

### Singles
| Jahr | Titel Album                                 | Höchstplatzierung, Gesamtwochen, AuszeichnungChartsChartplatzierungen (Jahr, Titel, Album, Platzierungen, Wochen, Auszeichnungen, Anmerkungen) | Anmerkungen                       |
| Jahr | Titel Album                                 | US | Anmerkungen                       |
| ---- | ------------------------------------------- | --- | --------------------------------- |
| 1974 | Rock And Roll, Hoochie Koo All American Boy | US23 (14 Wo.)US | Erstveröffentlichung: Januar 1974 |
| 1974 | Teenage Love Affair All American Boy        | US80 (5 Wo.)US | Erstveröffentlichung: April 1974  |
| 1975 | Hang On Sloopy Spring Fever                 | US94 (4 Wo.)US | Erstveröffentlichung: März 1975   |
| 1976 | Let Me In Derringer                         | US86 (2 Wo.)US | Erstveröffentlichung: August 1976 |